# Ямбахтіно (Вурнарський район)
Ямба́хтіно (рос. Ямбахтино, чув. Шăхаль) — присілок у складі Вурнарського району Чувашії, Росія. Входить до складу Калінінського сільського поселення.
Населення — 362 особи (2010; 420 у 2002).
Національний склад:
- чуваші — 98 %